# Julie Baumann
Julie Baumann (née Rocheleau le 17 juin 1964 à Saint-Jérôme) est une athlète canadienne naturalisée suisse en 1989. Cette spécialiste des courses d'obstacles s'est notamment illustrée en remportant les Championnats du monde en salle de 1993.

## Records personnels
- 60 m haies : 7 s 95 (Karlsruhe, 31/01/1992)
- 100 m haies : 12 s 76 (Winterthur, 07/09/1991)

## Palmarès
| Date | Compétition                    | Lieu      | Place | Discipline  |
| ---- | ------------------------------ | --------- | ----- | ----------- |
| 1986 | Jeux du Commonwealth           | Édimbourg | 4e    | 100 m haies |
| 1988 | Jeux olympiques                | Séoul     | 6e    | 100 m haies |
| 1991 | Championnats du monde          | Tokyo     | 5e    | 100 m haies |
| 1993 | Championnats du monde en salle | Toronto   | 1re   | 60 m haies  |
| 1995 | Championnats du monde          | Göteborg  | 5e    | 100 m haies |